# Хилроуз (Колорадо)
Хилроуз (енгл. Hillrose) град је у америчкој савезној држави Колорадо.

## Демографија
По попису из 2010. године број становника је 264, што је 10 (3,9%) становника више него 2000. године.
| Група             | 2000.       | 2010.       |
| Белци             | 209 (82,3%) | 197 (74,6%) |
| Афроамериканци    | 0 (0,0%)    | 0 (0,0%)    |
| Азијати           | 0 (0,0%)    | 0 (0,0%)    |
| Хиспаноамериканци | 41 (16,1%)  | 59 (22,3%)  |
| Укупно            | 254         | 264         |